# Straight Outta Lynwood
Straight Outta Lynwood – album muzyczny Weird Ala Yankovica wydany w 2006 roku. Tytuł albumu jest parodią N.W.A – Straight Outta Compton, jednak może pochodzić z mody na nazywanie albumów „Straight Outta _____”, gdzie w miejscu kreski wstawia się nazwę swojej miejscowości. Weird Al pochodzi z Lynwood w Kalifornii, stąd Lynwood w nazwie albumu.

## Lista utworów
| Utwór | Tytuł                       | Czas trwania | Utrzymany w stylu/parodiujący                                                       | Opis |
| ----- | --------------------------- | ------------ | ----------------------------------------------------------------------------------- | --- |
| 1     | „White & Nerdy”             | 2:50         | „Ridin’” zespołu Chamillionaire i Krayzie Bone                                      | Przedstawia życie białego, żałosnego Amerykanina (tzw. nerda), który chce „kręcić się z ziomkami”. Zawiera wiele odniesień do subkultury nerdów (włączając w to edytowanie hasła na stronie Wikipedia na sposób wandala) |
| 2     | „Pancreas”                  | 3:48         | Utrzymany w stylu Brian Wilson                                                      | Piosenka dotyczy głównie funkcji biologicznych trzustki. Wstęp w stylu „Our Prayer”, następnie „God Only Knows”, potem fortepianowe solo rodem z „Heroes and Villains” oraz przejście podobne do tego z „Good Vibrations”. Zawiera fragmenty utworów z albumu Smile, takich jak „Roll Plymouth Rock” i „Wind Chimes”, oraz fragmenty piosenek zespołu The Beach Boys: Pet Sounds oraz „I Just Wasn't Made For These Times.” Temat ten został wcześniej użyty przez Heywooda Banksa. |
| 3     | „Canadian Idiot”            | 2:23         | „American Idiot” zespołu Green Day                                                  | Satyryczna odpowiedź na kanadyjski nacjonalizm i obraz Kanady przedstawiany w Ameryce. |
| 4     | „I'll Sue Ya”               | 3:51         | Utrzymany w stylu Rage Against the Machine                                          | Tematem piosenki są przedziwne pozwy sądowe, jakie często występują w Ameryce. Riffy zostały zaczerpnięte z utworów zespołu, takich jak „Bulls on Parade” i „Killing in the Name.”. W zakończeniu piosenki Al powtarza słowa „Pozwę cię... Zabiorę wszystkie twoje pieniądze. Pozwę cię, gdy spojrzysz na mnie w śmieszny sposób” najpierw spokojnie, a później krzycząc. Przypomina to zakończenie utworu „Killing in the Name”. Niektóre z przedstawionych pozwów są prawdziwe. Wiele z nich wynika z niewłaściwego użycia przedmiotu, prowadzącego do uszkodzeń. W teledysku jeden z gitarzystów ma na gitarze napis „Arm The Lawyers (Uzbroić prawników)”, który jest parodią napisu na gitarze Toma Morrello – „Arm The Homeless (Uzbroić bezdomnych)”. |
| 5     | „Polkarama!”                | 4:17         | Polka                                                                               | Polka zrobiona z następujących piosenek (w kolejności): - „Chicken Dance” – Werner Thomas - „Let's Get It Started” – The Black Eyed Peas - „Take Me Out” – Franz Ferdinand - „Beverly Hills” – Weezer - "The Nina Bobina Polka” – „Weird Al” Yankovic - „Speed of Sound” – Coldplay - „Float On” – Modest Mouse - „Feel Good Inc.” – Gorillaz & De La Soul - „Don’t Cha” – Pussycat Dolls & Busta Rhymes - „Somebody Told Me” – The Killers - „Slither” – Velvet Revolver - „Candy Shop” – 50 Cent & Olivia - „Drop It Like It's Hot” – Snoop Dogg & Pharrell - „Pon De Replay” – Rihanna - „Gold Digger” – Kanye West & Jamie Foxx - „W.A.Y. Moby Polka” – „Weird Al” Yankovic                                                                              |
| 6     | „Virus Alert”               | 3:46         | Utrzymany w stylu Sparks                                                            | Ukazuje zło czyhające w Twojej skrzynce email. Dotyczy łańcuszka o niebezpiecznym wirusie komputerowym, który powoduje ogromne szkody. Możliwe, że sam list jest wirusem. |
| 7     | „Confessions Part III”      | 3:52         | „Confessions Part II” artysty Ushera                                                | Kontynuacja piosenek Ushera – „Confessions” i „Confessions Part II”, skupia się na dziwnych, zaskakujących i głupich wyznaniach. |
| 8     | „Weasel Stomping Day”       | 1:34         | Utrzymany w stylu piosenek do animacji z lat 60.                                    | Mówi, w sposób popularny w latach 60., o tradycyjnym święcie, podczas którego wkłada się hełm wikingów, rozsmarowuje majonez na trawniku i rozdeptuje tytułowe łasice. Pokazuje, że różne okropieństwa są akceptowane, jeśli są tradycją. |
| 9     | „Close but No Cigar”        | 3:55         | Utrzymany w stylu Cake                                                              | Opowieść o osobie (o kocie według teledysku), która rzuca swoje partnerki z powodu najmniejszych wad. Partia trąbkowa jest niemal identyczna jak ta w piosence Cake – „Love You Madly”. Utrzymana w stylu utworu „Short Skirt, Long Jacket”, na co wskazuje lista nietypowych kryteriów, które ma spełniać dziewczyna. |
| 10    | „Do I Creep You Out”        | 2:46         | „Do I Make You Proud” artysty Taylor Hicks                                          | Brak opisu |
| 11    | „Trapped in the Drive-Thru” | 10:55        | „Trapped in the Closet” artysty R. Kelly                                            | O parze kupującej hamburgery w drive-thru. W piosence występuje bardzo szczegółowa narracja. Utwór zawiera wstawkę z „Black Dog” zespołu Led Zeppelin w 6:24, która została nagrana przez zespół Al'a. |
| 12    | „Don't Download This Song”  | 3:52         | Utrzymany w stylu muzyki gospel i piosenek namawiających do wsparcia pewnych akcji. | Utwór traktujący o nielegalnym pobieraniu piosenek z Internetu. Zawyża szkodliwość piractwa i nie pozostawia na pobierającym suchej nitki. |